# Panasonic Q
Panasonic Q, também conhecido como Game Q fora do Japão, foi um console de videogame lançado pela Panasonic em 13 de dezembro de 2001 para ser uma versão híbrida do Nintendo GameCube, e que tinha a capacidade de reproduzir DVDs, CDs de áudio, MP3s e CDs, bem como vários outros novos recursos.
Entendendo que a Nintendo errou a mão quando não equipou seu GameCube com um drive para DVDs, a Panasonic lançou este console, que nunca saiu do Japão, e era equipado com um drive compatível com DVDs e manteve o formato quadrado do GameCube, com direito a visor em LCD para controlar a reprodução dos DVDs e duas alças no topo, ao contrário do GameCube, que tinha uma só.
Devido ao baixo volume de vendas (menos de 100.000 unidades em todo o mundo), A Panasonic e a Nintendo cessaram a produção do Panasonic Q em dezembro de 2003. O problema era o alto preço do console, já que era facilmente possível comprar um Nintendo GameCube e um DVD player separado por menos do que o preço do console.